# 오사카 비즈니스파크역
오사카 비즈니스파크역(일본어: 大阪ビジネスパーク駅, おおさかビジネスパークえき)은 일본 오사카부 오사카시 주오구에 있는 지하철 나가호리쓰루미료쿠치선의 철도역이다. 역 번호는 N21이다. 약칭 OBP역(Osaka Business Park의 약칭).
'오사카성 홀 앞(大阪城ホール前)'이라는 부역명이 있으나, 차내 안내방송에서만 안내가 이루어지며 역사 내 안내시설 등에는 공식적으로 표기하지 않고 있다. 한편, 이 역은 플랫폼의 깊이가 지상에서 32.3m로 오사카시 고속 전기궤도에서 운영하는 모든 지하철역 중 가장 깊은 곳에 설치된 역이기도 하다.

## 타는 곳
| 1 | ■ 나가호리쓰루미료쿠치선 | 교바시·가도마미나미 방면 |
| 2 | ■ 나가호리쓰루미료쿠치선 | 신사이바시·다이쇼 방면   |

## 역세권 정보
- 오사카성(大阪城)
- 오사카성 홀(大阪城ホール)
- 오사카 비즈니스 파크(大阪ビジネスパーク)
- 히라노강(平野川)
- 네야강(寝屋川)

## 인접역
| ■ 오사카 메트로 나가호리쓰루미료쿠치선 | ■ 오사카 메트로 나가호리쓰루미료쿠치선 | ■ 오사카 메트로 나가호리쓰루미료쿠치선 |
| -------------------------------------- | -------------------------------------- | -------------------------------------- |
| N20 모리노미야 다이쇼 방면             |                                        | 교바시 N22 가도마미나미 방면           |